# Ajjur, Arkalgud
Ajjur là một làng thuộc tehsil Arkalgud, huyện Hassan, bang Karnataka, Ấn Độ.